# Драгутин Найданович
Драгутин Найданович (серб. Dragutin Najdanović, нар. 15 квітня 1908, Белград  — пом. 3 листопада 1981, там само) —  югославський футболіст, що грав на позиції нападника. Відомий виступами за клуб БСК, а також національну збірну Югославії. Півфіналіст чемпіонату світу 1930 року. 

## Клубна кар'єра
З 1924 року виступав у команді БСК. У 1927, 1929 і 1930 роках ставав з командою переможцем чемпіоном Белграда. Найсильніші команди регіональних ліг отримували змогу позмагатись за звання чемпіона Югославії. Наприкінці 20-х років БСК стабільно боровся за нагороди чемпіонату, завдяки чому Найданович двічі здобував срібло у 1927 і 1929 роках, а також бронзу у 1928 році. 
У 1927 і 1928 роках брав участь у складі своєї команди в матчах Кубку Мітропи, престижного турніру для провідних команд Центральної Європи. Обидва рази белградський клуб вибував на першій стадії змагань, поступаючись угорським командам «Хунгарія» (2:4, 0:4) і «Ференцварош» (0:7, 1:6) відповідно. Найданович брав участь в усіх чотирьох матчах своєї команди. 
19 жовтня 1930 року у грі проти «Славії» у  Сараєво отримав важкий перелом ноги, що практично поставив хрест на його кар'єрі. 
Помер 3 листопада 1981 року у Белграді від туберкульозу. 
| Дата       | Місто      | Господарі      | Результат | Гості     | Турнір                  | Голи | Примітки |
| ---------- | ---------- | -------------- | --------- | --------- | ----------------------- | ---- | -------- |
| 06.05.1928 | Белград    | Югославія      | 3 – 1     | Румунія   | Кубок короля Олександра | -    |          |
| 28.10.1928 | Прага      | Чехословаччина | 7 – 1     | Югославія | товариський матч        | -    |          |
| 15.06.1930 | Софія      | Болгарія       | 2 – 2     | Югославія | товариський матч        | 1    |          |
| 17.07.1930 | Монтевідео | Болівія        | 0 – 4     | Югославія | Чемпіонат світу – група | -    |          |
| Усього     |            | Матчів         | 4         |           | Голів                   | 1    |          |

## Трофеї і досягнення
- Срібний призер чемпіонату Югославії: 1927, 1929
- Чемпіон футбольної асоціації Белграда: 1927, 1929, 1930
- Півфіналіст чемпіонату світу: 1930
- Переможець Кубка короля Олександра: 1927